# بيتر ووكر (مهندس المناظر الطبيعية)
بيتر ووكر (بالإنجليزية: Peter Walker)‏ هو مهندس المناظر الطبيعية أمريكي، ولد في 1932.